# Чато (вождь)
Чато (англ. Chato, на языке чирикауа Педес-клинье (Pedes-klinje); 1854 — 13 августа 1934) — вождь чирикауа-апачей. Совершил несколько набегов на белых поселенцев в Аризоне и Нью-Мексико в 1870-х годах, после сдачи американским властям служил скаутом в индейской резервации Сан-Карлос.

## Биография
Чато родился в 1854 году в одной из общин чихенне и являлся двоюродным братом Мангаса Колорадаса. Повзрослев, он женился на женщине из группы чоконен и поклялся в верности Кочису. После смерти вождя Викторио, Чато хотел возглавить чихенне (чирикауа-апачей Уорм-Спрингс), но верховным вождём стал Нана.
С 1876 года Чато, вместе с большинством чирикауа, жил в индейской резервации Сан-Карлос на юго-востоке Аризоны. Резервация представляла собой бесплодную и перенаселённую территорию, разъедаемую межплеменной враждой и коррупцией индейских агентов и различных чиновников, обитатели которой страдали от многочисленных болезней и недоедания. Многие чирикауа бежали в горы Сьерра-Мадре на севере Мексики, где они поддерживали себя набегами и грабежами по обе стороны границы.
После убийства шамана Нок-ай-дет-клинне и восстания скаутов апачей, Чато сбежал из резервации вместе с другими чирикауа, которые опасались за свою жизнь. Во время набега 28 марта 1883 года, которым руководил Чато, чирикауа захватили фургон на дороге между Силвер-Сити и Лордсбергом, в котором ехали влиятельный судья Хэмилтон Калхун Маккомас, его жена Хуанита и их шестилетний сын Чарли. Хэмилтон Маккомас погиб от огнестрельных ранений, а его жена была убита ударом по голове. Судьба Чарли так и не была выяснена, поскольку поступало множество противоречивых сообщений. Этот инцидент попал в заголовки многих американских газет.
В июне 1883 года Чато сдался вместе с другими чирикауа генералу Джорджу Круку. Сдавшись американским властям, он стал служить скаутом. Пользовался полным доверием Бриттона Дэвиса, считавшего его одним из лучших и преданных скаутов. Именно Чато, вместе с Микки Фри, сообщил о бегстве чирикауа в мае 1885 года, когда Джеронимо, Нана, Найче и их последователи покинули резервацию. Джеймс Кайвайакла, один из воинов апачей, впоследствии отзывался о нём более противоречиво: 

Никто не сомневался в храбрости Чато, но никто не мог быть уверенным в его преданности.
Чато участвовал во многих военных кампаниях армии США против враждебных чирикауа, в том числе в поиске Джеронимо. В 1886 году возглавлял мирную делегацию в Вашингтон, где президент США Гровер Кливленд вручил ему серебряную медаль. На обратном пути в форте Ливенворт он был арестован и депортирован сначала в форт Мэрион, а  затем в форт Пикенс во Флориде, позднее, вместе с другими чирикауа был доставлен в казармы Маунт-Вернон, штат Алабама.
Когда чирикауа перевезли на Индейскую территорию, Чато служил скаутом в форте Силл и был главой деревни. После освобождения чирикауа и снятия с них статуса военнопленных, в 1913 году переехал в резервацию Мескалеро в Нью-Мексико. За всю жизнь он имел 3 жён, родивших ему не менее 5 детей.
Чато умер 13 августа 1934 года от травм, полученных в автомобильной катастрофе.

## Киновоплощения
- 1966: Джон Хойт снялся в роли вымышленного Чато (имя было изменено на Чата) в американском вестерне «Дуэль в Диабло».
- 1968: Вуди Строуд сыграл вымышленного Чато в британском вестерне «Шалако»[9].
- 1970: Рикардо Монтальбан в роли вымышленного Чато в американском телесериале «Дымок из ствола»[10].
- 1972: Чарльз Бронсон в фильме «Земля Чато».
- 1993: Стив Ривис в фильме  «Джеронимо: Американская легенда»[11].